# 아프리카 연합
아프리카 연합(영어: African Union 아프리칸 유니언, AU[*], 프랑스어: Union africaine 위니옹 아프리켄, UA[*], 아랍어: الاتحاد الأفريقي 알이티하드 알이프리키[*], 포르투갈어: União Africana 우니앙 아프리카나[*], 스페인어: Unión Africana 우니온 아프리카나[*], 스와힐리어: Umoja wa Afrika 우모자 와 아프리카)은 55개 아프리카 국가로 구성된 국제 정부간 기구이다.  본부는 에티오피아의 아디스아바바에 두고 있다. 사무 언어는 영어, 프랑스어, 아랍어, 포르투갈어, 스페인어, 스와힐리어이다.

## 역사
그 기원은 1958년 4월 15일부터 22일까지 가나 아크라에서 열린 제1차 독립 아프리카 국가 회의로 거슬러 올라간다. 이 회의는 아프리카인들이 외세의 지배로부터 해방되고 아프리카를 통합하기 위한 해방 운동을 기념하는 아프리카의 날(Africa Day)을 제정하는 것을 목표로 하였다. 이 회의 이후 1963년 5월 25일 아디스아바바에서 32개의 아프리카 독립 국가들이 모여 아프리카 통일 기구(OAU)가 설립하였으며, 1981년에는 아프리카 경제 공동체(AEC)가 창설되었다. 그러나 OAU는 아프리카 시민들의 권리와 자유를 보호하는 데 있어 큰 성과를 거두지 못했다는 비판을 받았으며, 자체적인 군사력을 보유하지 않아 결정 사항을 강제할 수 없었고, 회원국의 내정에 간섭하지 않는 원칙으로 인해 효과적인 조치를 취하는 데 한계가 있었다. 또 종종 "독재자들의 클럽(Dictators' Club)"이라는 별칭으로 불렸다.
아프리카 연합(AU)의 창설 아이디어는 1990년대 중반 리비아 국가 원수였던 무아마르 알 카다피의 주도하에 부활하였다. 1999년 9월 9일, OAU의 국가 원수 및 정부 수반들은 리비아 시르테에서 열린 아프리카 통일 기구(OAU) 특별 정상 회담 폐막 회의에서 채택된 시르테 선언(Sirte Declaration)을 발표하며 아프리카 연합의 설립을 공식적으로 제안했다. 이 선언 이후 2000년 로메 정상회의에서 AU의 설립 헌장(Constitutive Act)이 채택되었으며, 2001년 루사카 정상회의에서는 AU 실행 계획이 승인되었다. 같은 시기, 아프리카 개발을 위한 신 파트너십(NEPAD, New Partnership for Africa’s Development)도 추진되었다. 2002년 7월 9일에 아프리카 통일 기구(OAU)를 승계하여 설립되었다.

## 조직
아프리카 연합은 다음과 같은 조직으로 구성되어 있다.
- 아프리카 연합 총회: 최고 결정 기관.
- 각료 집행 이사회: 회원국의 외무장관과 각료로 구성됨.
- 상주 대표자회: 회원국의 상주대표로 구성됨.
- 아프리카 연합 위원회: 위원장과 부위원장을 포함한 7명의 위원으로 구성됨.
- 전문 기술 위원회: 회원국 정부 부처의 장관으로 구성됨.
- 경제·사회·문화 이사회: 자문 기구.
- 범아프리카 의회: 회원국 출신 의원들로 구성됨.
- 평화·안전 보장 이사회: 아프리카 대륙의 평화와 안전 보장을 목적으로 함.
- 아프리카 인권 법원: 인권에 관한 아프리카 헌장의 법적 보장을 목적으로 함.

## 회원국
| 나라                               | 가입일           |
| ---------------------------------- | ---------------- |
| 알제리                             | 1963년 5월 25일  |
| 베냉                               | 1963년 5월 25일  |
| 부르키나파소                       | 1963년 5월 25일  |
| 부룬디                             | 1963년 5월 25일  |
| 카메룬                             | 1963년 5월 25일  |
| 중앙아프리카 공화국                | 1963년 5월 25일  |
| 차드                               | 1963년 5월 25일  |
| 콩고 공화국                        | 1963년 5월 25일  |
| 코트디부아르                       | 1963년 5월 25일  |
| 콩고 민주 공화국                   | 1963년 5월 25일  |
| 이집트                             | 1963년 5월 25일  |
| 에티오피아                         | 1963년 5월 25일  |
| 가봉                               | 1963년 5월 25일  |
| 가나                               | 1963년 5월 25일  |
| 기니                               | 1963년 5월 25일  |
| 라이베리아                         | 1963년 5월 25일  |
| 리비아                             | 1963년 5월 25일  |
| 마다가스카르                       | 1963년 5월 25일  |
| 말리                               | 1963년 5월 25일  |
| 모리타니                           | 1963년 5월 25일  |
| 모로코                             | 1963년 5월 25일  |
| 니제르                             | 1963년 5월 25일  |
| 나이지리아                         | 1963년 5월 25일  |
| 르완다                             | 1963년 5월 25일  |
| 세네갈                             | 1963년 5월 25일  |
| 시에라리온                         | 1963년 5월 25일  |
| 소말리아                           | 1963년 5월 25일  |
| 수단                               | 1963년 5월 25일  |
| 탄자니아                           | 1963년 5월 25일  |
| 토고                               | 1963년 5월 25일  |
| 튀니지                             | 1963년 5월 25일  |
| 우간다                             | 1963년 5월 25일  |
| 케냐                               | 1963년 12월 13일 |
| 말라위                             | 1964년 7월 13일  |
| 잠비아                             | 1964년 12월 16일 |
| 감비아                             | 1965년 10월 1일  |
| 보츠와나                           | 1966년 10월 31일 |
| 레소토                             | 1966년 10월 31일 |
| 모리셔스                           | 1968년 8월 1일   |
| 에스와티니                         | 1968년 9월 24일  |
| 적도 기니                          | 1968년 10월 12일 |
| 기니비사우                         | 1973년 11월 19일 |
| 카보베르데                         | 1975년 7월 18일  |
| 코모로                             | 1975년 7월 18일  |
| 모잠비크                           | 1975년 7월 18일  |
| 상투메 프린시페                    | 1975년 7월 18일  |
| 세이셸                             | 1976년 6월 29일  |
| 지부티                             | 1977년 6월 27일  |
| 앙골라                             | 1979년 2월 11일  |
| 짐바브웨                           | 1980년 6월 1일   |
| 사하라 아랍 민주 공화국 (서사하라) | 1982년 2월 22일  |
| 나미비아                           | 1990년 6월 1일   |
| 에리트레아                         | 1993년 5월 24일  |
| 남아프리카 공화국                  | 1994년 6월 6일   |
| 남수단                             | 2011년 7월 27일  |

모로코는 1963년 5월 25일에 가입했지만 1984년 11월 12일에 아프리카 연합의 전신인 아프리카 통일 기구가 서사하라의 독립을 지지한 것을 문제삼아 탈퇴했다. 하지만 2016년 7월에 재가입 의사를 밝혔고 2017년 1월 30일에 재가입했다.

## 같이 보기
- 아프리카 개발 은행
- 아프리카 연합의 기
- 아프리카 합중국
- 한-아프리카 정상회의